# سيسبان شكيل
سيسبان شكيل (الاسم العلمي:Sesbania formosa) هي نوع نباتي يتبع جنس السيسبان من فصيلة البقولية.